# Anlipnes
Anlipnes ist eine 2008 gegründete Gothic-Metal- und Funeral-Doom-Band.

## Geschichte
Anlipnes ist eine 2008 gegründete Musikgruppe aus Istanbul. Derweil die beteiligten Musiker über den Bestand der Gruppe wechselten, rückte die Band zunehmend in den Hintergrund der 2011 von Vitaliy Petrenko initiierten Illusions Play. Die Gruppe veröffentlichte in variierender Besetzung eine Reihe Demoaufnahmen sowie das 2011 über Gris Records veröffentlichte Album Inanis Caelum und die ebenfalls 2011 mit Sadael über Le Crépuscule du Soir Productions herausgegebene Split-EP Anlipnes/Sadael. Nach dem Petrenko und Yahyaoglu mit Illusions Play aktiv wurden blieben, bis auf den als Musikdownload 2015 veröffentlichten Coversong The Raven and the Rose, im Original von My Dying Bride auf The Dreadful Hours, aus.

## Rezeption
Split-EP und Album wurden international rezipiert und positiv bewertet. Anlipnes sei eine „hervorragend klingende atmosphärische Funeral-Doom-Band“, deren Musik „düster, melancholisch und depressiv, aber nicht mitleidig und weinerlich“ sei. So verkörpere die Gruppe „alles was man sich von einer guten Funeral-Doom-Band erwarte“, die Atmosphäre sei zugleich „apokalyptisch“ und „melancholisch“. Das Album quelle vor „guter Ideen, Kraft, musikalischer Harmonie, Brutalität, posthumen Sinn für und Verbundenheit mit der Tradition der Szene.“
Frédéric Cerfvol hob für Doom-Metal.com die soziale Bedeutung der Split-EP zwischen der türkischen Gruppe Anlipnes und dem armenischen Projekt Sadael hervor. Er verwies auf die Anspannung des Verhältnisses zwischen Armenien und der Türkei und nannte die EP „Couragiert“, es zeige, dass Musik oft „grenzenlos“ sei.

## Stil
Anlipnes spielt, so die Banddarstellung des Webzines Doom-Metal.com „Funeral Doom mit oszillierenden Blastbeats und ätherischem Frauengesang.“
Trotz derartiger Ausbrüche ist das Tempo zumeist langsam. Das Spiel der Synthesizer transportiere „einen sehr dunklen, atmosphärischen, Ambient- und Gothic-Klang“. Auch das Gitarrenspiel wird mit dem Death Doom und Gothic Metal der 1990er Jahre assoziiert. Es sei langsam bis Midtempo und präsentiere „Funeral-Doom-Metal-Riffs, die eine große Menge dunkel klingender Melodien im Riffing verwenden, […] während die Lead-Gitarren, wenn sie verwendet werden, sehr melodisch“ klingen. Der Gesang wird als dem Gothic-Metal-Stereotyp der Beauty-and-the-Beast-Paarung aus ätherisch fragilem Frauengesang und gutturalem Growling präsentiert. Hinzugenommen werden gesprochene Passagen und hoher Schreigesang, der an den des Black Metal erinnere.

## Diskografie
- 2009: Empty Skies (Demo, Selbstverlag)
- 2010: Inanis Caelum (Demo, Selbstverlag)
- 2011: Inanis Caelum (Album, Gris Records)
- 2011: Anlipnes/Sadael (Split-EP, Le Crépuscule du Soir)
- 2015: The Raven and the Rose (Download-Single, Selbstverlag)